# Миккельсен, Байнта
Ба́йнта Ми́ккельсен (фар. Beinta Mikkelsen; род. 5 ноября 1976 года в Тофтире, Фарерские острова) — фарерская футболистка и функционер, ныне тренер женских юношеских команд клуба «Б68». Первая женщина-президент в истории мужского фарерского футбола, руководившая клубом «Б68» в 2013—2014 годах.

## Биография
Байнта дебютировала за тофтирский «Б68» в 16-летнем возрасте, целиком отыграв кубковый матч против рунавуйкского «НСИ», состоявшийся 18 апреля 1993 года. В сезоне-1996 она принимала участие в игре за национальный кубок с «ВБ», а также внесла свой вклад в победу «Б68» в первом дивизионе. Она выступала за тофтирцев до конца сезона-2008, а затем присоединилась к объединённой команде «Б68/НСИ». 16 августа 2009 года Байнта отыграла полный матч высшего дивизиона против «АБ». В 2011 году в составе «Б68/НСИ» она снова выиграла первую фарерскую лигу. Свою последнюю игру в высшей лиге Байнта провела 21 апреля 2013 года: это был поединок с «ЭБС/Скала», в котором она играла на позиции вратаря. В матче также принимала участие дочь Байнты, Хильма Б. Миккельсен. После этой игры «Б68/НСИ» снялся с турнира, а Байнта завершила карьеру игрока.
27 марта 2013 года Байнта была назначена президентом мужского отделения клуба «Б68»: на выборах она обошла двух предыдущих руководителей Никласа Давидсена и Йегвана Хёйгора, а также известного в прошлом футболиста Яна Петерсена. Байнта стала первой женщиной-президентом не только в истории тофтирского коллектива, но и всего мужского фарерского футбола. Она сделала ставку на местных футболистов и утвердила главным тренером клуба его многолетнего капитана Эссура Хансена, в результате чего «Б68» провёл успешный сезон и выиграл первый дивизион. В ноябре 2013 года Байнта объявила о назначении новым главным тренером Йегвана Мартина Ольсена и переводе Эссура Хансена в тренерский штаб «Б68», а также договорилась о контрактах с несколькими футболистами. В декабре она провела переговоры с двумя потенциальными новичками из дальнего зарубежья. 27 марта 2014 года, спустя 12 дней после начала чемпионата Фарерских островов, Байнта решила покинуть пост президента «Б68» из-за того, что эта должность отнимала у неё много времени. Клубом стал руководить Никлас Давидсен, а Байнта перешла на тренерскую деятельность.

## Достижения

### Командные
«Б68»
- Победитель первого дивизиона (1): 1996

 «Б68/НСИ»
- Победитель первого дивизиона (1): 2011